# Andrea Piccolo

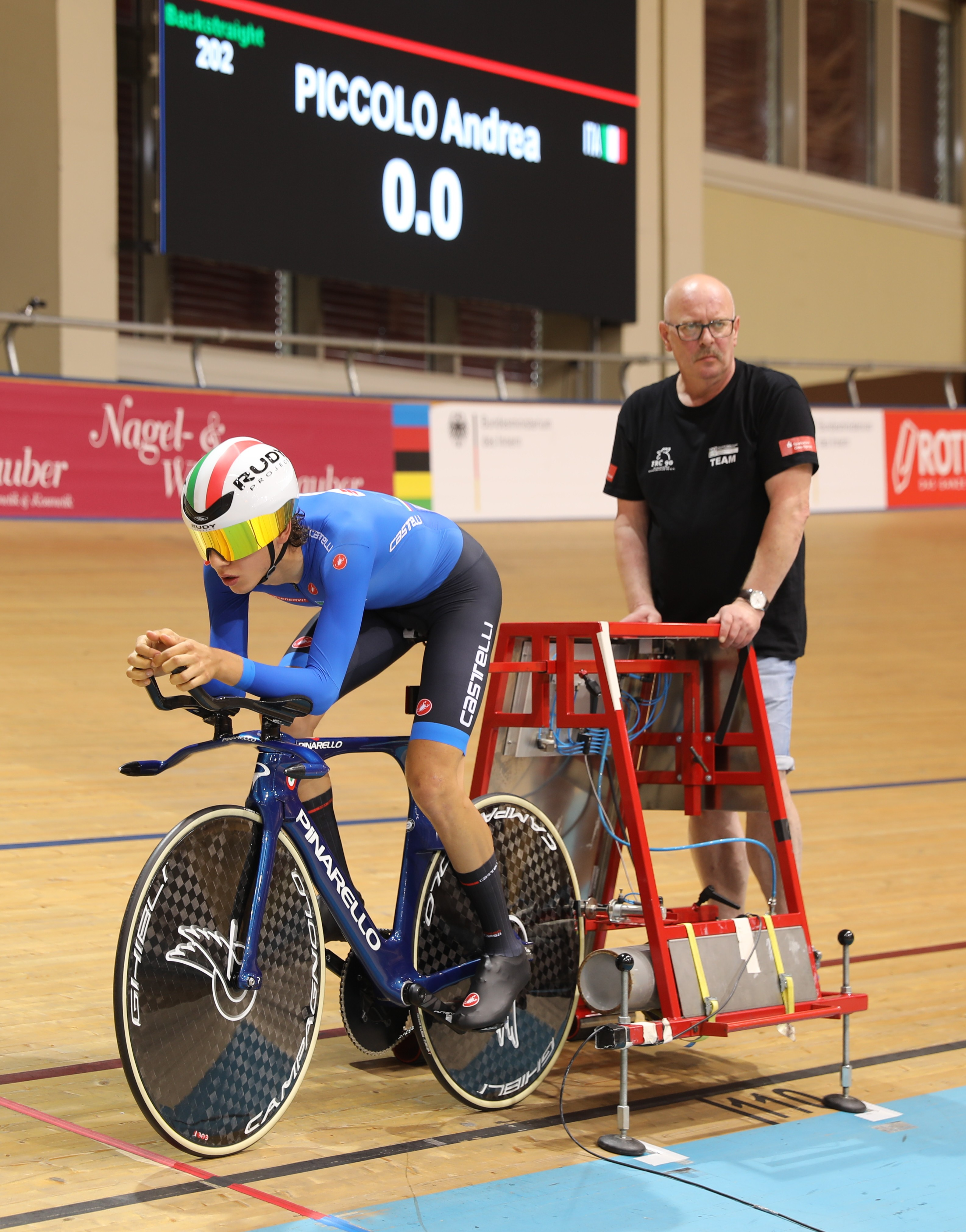
Piccolo bei der Junioren-WM 2019: Start in der Einerverfolgung

Andrea Piccolo (* 23. März 2001 in Magenta) ist ein italienischer Radrennfahrer.

## Sportlicher Werdegang
Bereits 2018, in seinem ersten Jahr als Junior, wurde Piccolo Italienischer Meister im Einzelzeitfahren und Dritter im Einzelzeitfahren bei den Straßenradsport-Weltmeisterschaften 2018. Ein Jahr später verteidigte er den nationalen Meistertitel und gewann bei den UEC-Straßen-Europameisterschaften 2019 den Titel im Einzelzeitfahren und die Bronzemedaille im Straßenrennen. Zudem entschied er die Gesamtwertung des Giro della Lunigiana für sich. Aufgrund seiner Ergebnisse wurde er durch das italienische Radsport-Magazin TuttoCici 2018 und 2019 zum Junior des Jahres gekürt.
Mit dem Wechsel in die U23 wurde er 2020 Mitglied im Team Colpack Ballan, bereits mit einem Vertrag für das UCI WorldTeam Astana-Premier Tech ab der Saison 2021. Nach ernsten gesundheitlichen Problemen Anfang 2021 kam es jedoch zu keinem Einsatz für das Team Astana. Aufgrund der Querelen zwischen Alexander Winokurow und dem Co-Sponsor Premier Tech kehrte er nicht in das Team zurück und fuhr ab August in der U23 für den Verein Viris Vigevano. Bei der Ruota d’Oro erzielte er als Amateur seinen ersten Erfolg auf der UCI Europe Tour.
Im Zuge der Neuaufstellung des UCI ProTeams Gazprom-RusVelo erhielt auch Piccolo zur Saison 2022 einen Vertrag. Nachdem dem Team im Zuge des Ukraine-Kriegs die Lizenz entzogen wurde, blieb er zunächst ohne Team. Am 24. Juni wurde die Verpflichtung beim Team Drone Hopper-Androni Giocattoli bekannt gegeben. Jedoch wechselte er bereits nach gut einem Monat nach Platz zwei beim Circuito de Getxo in die UCI WorldTour zum Team EF Education-EasyPost, nachdem dort durch den Weggang von Lachlan Morton und Alex Howes zwei Plätze frei wurden. In den letzten Rennen der Saison belegte er Platz drei bei der Coppa Agostoni und wurde hinter seinem Teamkollegen Neilson Powless Zweiter beim Japan Cup.
Im Jahr 2023 bestritt Andrea Piccolo mit Lüttich-Bastogne-Lüttich sein erstes Monument des Radsports, ehe er gegen Ende der Saison mit der Vuelta a España seine erste Grand Tour in Angriff nahm. Nach Platz drei im Mannschaftszeitfahren übernahm er auf der 2. Etappe das Rote Trikot des Gesamtführenden, musste dieses jedoch tags drauf wieder abgeben.
Am 22. Juni 2024 wurde der Vertrag von Andrea Piccolo von Mannschaft EF Education-EasyPost aufgelöst, da er bei der Einreise nach Italien wegen des Verdachts auf den Transport menschlicher Wachstumshormone von den zuständigen Behörden gestoppt worden war. Zuvor war Piccolo im März von seinem Team suspendiert und mit einer Geldstrafe belegt worden, nachdem er ein teamintern verbotenes Schlafmittel eingenommen hatte.

## Ehrungen
- Oscar TuttoBici – Junior des Jahres 2018 und 2019[12]

## Erfolge
2018
- Nachwuchswertung und Bergwertung Trophée Centre Morbihan
- Nachwuchswertung Giro del Nordest d’Italia
- Trofeo Emilio Paganessi
- Italienischer Meister – Einzelzeitfahren (Junioren)
- Weltmeisterschaften – Einzelzeitfahren (Junioren)

2019
- Gesamtwertung Giro della Lunigiana
- Italienischer Meister – Einzelzeitfahren (Junioren)
- Europameister – Einzelzeitfahren (Junioren)
- Europameisterschaften – Straßenrennen (Junioren)

2021
- Ruota d’Oro

## Grand Tour-Platzierungen
| Grand Tour            | 2023 | 2024 |
| --------------------- | ---- | ---- |
| Giro d’ItaliaGiro     | –    | DNF  |
| Tour de FranceTour    | –    | –    |
| Vuelta a EspañaVuelta | 69   | –    |